# Stjepan Kukuruzović
Stjepan Kukuruzović (* 7. Juni 1989 in Thun) ist ein kroatischer Fußballer, dessen Familie in die Schweiz immigrierte.

## Karriere
Der Mittelfeldspieler spielte in seiner frühen Jugend beim FC Lerchenfeld. Dort blieb den Verantwortlichen das Talent des Linksfusses nicht lange verborgen, weshalb er dort mit individuellen Trainings gefördert wurde. Am 20. Juli 2003 (mit 13 Jahren) wechselte er zum Challenge-League-Club FC Thun, wo er zunächst für die Nachwuchsmannschaften spielte, zuletzt für FC Thun II (U-21). Seit der Saison 2008/09 war Kukuruzović im Kader der 1. Mannschaft und gehörte seither zu den Stammspielern.
Am 8. Dezember 2009 wurde bekanntgegeben, dass der offensive Mittelfeldakteur einen langjährigen Vertrag beim FC Zürich unterschrieben hatte. Er blieb jedoch auf Leihbasis bis zum Saisonende beim FC Thun. Kukuruzović bestätigte seine guten Leistungen aus der Vorrunde auch in der Rückrunde und erzielte insgesamt 7 Tore, darunter den entscheidenden Treffer gegen den direkten Konkurrenten FC Lugano bei der Begegnung in der vorletzten Spielrunde. Auch dank seinen Leistungen wurde der Berner Oberländer Verein in dieser Saison Challenge-League-Meister und stieg in die Axpo Super League auf.
Anfang Juni 2010 wechselte Stjepan Kukuruzović wie angekündigt zum FC Zürich.

## Titel und Erfolge
FC Thun
- Challenge League: 2010

FC Zürich
- Schweizer Cupsieger: 2014

Ferencváros Budapest
- Ungarischer Pokalsieger: 2015

FC Vaduz
- Liechtensteiner Cupsieger: 2016, 2017